# Der junge Medardus
Der junge Medardus is een Oostenrijkse dramafilm uit 1923 onder regie van Michael Curtiz. In Nederland werd de film destijds uitgebracht onder de titel De jonge Medardus.

## Verhaal
In 1809 staat Napoleon voor de poorten van Wenen. De Franse troonpretendent is er in ballingschap en hij beraamt een complot tegen Napoleon. Zijn zoon Franz is verliefd op Agathe Klähr. Hij vraagt zijn vader tevergeefs de toestemming om met haar te trouwen. De twee geliefden besluiten dan maar om samen zelfmoord te plegen. Medardus, de broer van Agathe, verleidt vervolgens de dochter van de troonpretendent om zich zo te wreken op de familie. Maar zij zet hem ertoe aan om Napoleon te vermoorden.

## Rolverdeling
| Acteur          | Personage          |
| --------------- | ------------------ |
| Anny Hornik     | Agathe             |
| Mari Hegyesi    | Mevrouw Klähr      |
| Egon von Jordan | Etzel              |
| Mihail Xantho   | Napoleon           |
| Mary Stone      | Anna               |
| Fran Glawatsch  | Berger             |
| Gyula Szöreghy  | Eschenbacher       |
| Josef König     | Wachshuber         |
| Ludwig Rethey   | Hertog van Valois  |
| Agnes Esterhazy | Helene             |
| Karel Lamač     | Franz              |
| Ferdinand Onno  | Markies van Valois |
| Victor Varconi  | Medardus Klähr     |